# Manyū Hiken-chō
Manyū Hiken-chō (jap. 魔乳秘剣帖, dt. „Geheim-Schwert-Schriftrolle der Manyū“ [dt. magische Brüste]) ist der Titel einer von Hideki Yamada geschrieben und gezeichneten Mangareihe, die von 2005 bis 2012 in dem von Enterbrain herausgegebenen Manga-Magazin Tech Gian veröffentlicht wurde. Die Reihe spielt in einem Paralleluniversum der Taihei Edo-Zeit, in der große Brüste als Symbol des Reichtums angesehen und den Frauen die entsprechende Wertschätzung entgegengebracht wird. Verfolgt wird dabei die im humorvollen Stil erzählte Lebensgeschichte der Kunoichi Chifusa Manyū und ihrer Begleiterin Kaede. Sie sind im Besitz einer Schriftrolle der Manyū-Familie, die eine geheime Kampftechnik beschreibt, mit der es weiblichen Familienmitgliedern möglich ist, andere Frauen ihrer Brüste zu berauben und die eigenen zu vergrößern. Da sie die Schriftrolle entwendet haben, befinden sie sich auf der Flucht und versuchen ihrerseits herauszubekommen, wie sie den Effekt umkehren können, da auch Kaede ein Opfer dieser Technik wurde.
Die noch immer fortgesetzte Mangareihe wurde 2011 von Hoods Entertainment unter der Regie von Hiraku Kaneko als Anime-Fernsehserie adaptiert die im Juli mit der Ausstrahlung begann.

## Szenario
In Manyū Hiken-chō wird eine hypothetische Welt skizziert, die sich größtenteils auf geschichtliche Ereignisse der Edo-Zeit bezieht, diese jedoch unter einem anderen Gesichtspunkt darstellt. So gilt die Regel, dass Brüste über alles gestellt werden. Große und formschöne Brüste werden als Symbol des Reichtums und der Popularität angesehen. Frauen, die nur kleine Brüste haben, werden hingegen herabgewürdigt und, wie in der Einleitung beschrieben, teils nicht einmal als ‚Menschen‘ angesehen. Besonders gut gestellt ist die Manyū-Familie, die mit der Zeit verschiedene Techniken entwickelt hat, mit denen sich das Wachstum und die Schönheit der Brüste fördern lassen. Darunter ist auch eine Schwerttechnik, die es den weiblichen Mitgliedern der Familie ermöglicht, anderen Frauen die Brüste ‚abzuschneiden‘ (im Wortlaut, wenngleich nicht so dargestellt) und ihre eigenen dadurch wachsen zu lassen. Dies führt dazu, dass die Mädchen bereits früh in Schwertkünsten unterrichtet werden und schließlich die Techniken erlernen, um sich im Geheimen der Brüste anderer Frauen zu bereichern, nur um selbst gut dazustehen.
Die Region, in der die Handlung spielt, ist unterdessen in der Hand der Tokugawa Shōgun-Dynastie, deren Oberhaupt als extremer Liebhaber großer Brüste dargestellt wird und der deshalb so gut wie alles in Kauf nimmt. Dass große Brüste jedoch nicht immer ein Segen sind, wird ebenso karikiert dargestellt, wie das Gehabe der Männer, die sich dem Anblick wackelnder Fleischberge nicht entziehen können. So finden sich zahlreiche Anspielungen auf typische Klischees, Religion und allgemeine menschliche Schwächen.

## Handlung
Die Protagonistin des Mangas Chifusa Manyū (魔乳 千房, Manyū Chifusa) wird als Kind des Oberhaupts der Manyū geboren und wächst dort zunächst im Schutze ihrer Mutter auf. Die Mutter stirbt jedoch bei einem Vorfall und Chifusa wird von da an der strengen Lehre ihres Vaters und Anführers der Familie ausgesetzt. Sie wird darauf trainiert, die Nachfolge anzutreten, kann sich jedoch nicht so recht mit diesem Leben anfreunden, da sie unter anderem zu Duellen mit anderen Mädchen gezwungen wird, um an ihnen die Techniken zu üben. Unterstützung bekommt sie in der Zeit von ihrer Freundin Kaede (楓), die Chifusa auch als Bedienstete unterstellt wird, während sie zu ihrer Schwester Kagefusa Manyū (魔乳 影房, Manyū Kagefusa) ein eher gespaltenes Verhältnis hat. Kagefusa ist im Gegensatz zu Chifusa sehr rücksichtslos und sehr von der Tradition der Familie überzeugt.
Die gutmütige Chifusa beginnt nach und nach, das System zu hinterfragen, und gerät damit in Konflikt mit dem Oberhaupt der Familie, obwohl sie als Nachfolger festgelegt wurde. Eines Tages spitzt sich der Konflikt so weit zu, dass sie rebelliert und versucht, zu flüchten, wobei sie die Schriftrolle mit sich nimmt. Dieser Versuch scheitert jedoch und Kaede, die loyal zu ihr stand, wurden zur Strafe von Kagefusa die Brüste ‚abgeschnitten‘. Dadurch spitzt sich der Konflikt jedoch nur noch weiter zu, sodass Chifusa und Kaede schließlich zusammen mit der Schriftrolle die Flucht ergreifen. Dabei kommt es zu einem Duell mit Kagefusa, die ebenfalls ihre Brüste verliert, was andererseits die von Chifusa wachsen lässt.
Auf ihrer Flucht versuchen Chifusa und Kaede hinter das Geheimnis der Schriftrolle zu kommen. Bisher kann Chifusa nämlich nur die Brüste ihrer Kontrahentinnen abschneiden und ihre eigenen Wachsen lassen. Die Schriftrolle soll aber auch eine Technik enthalten, mit der sich das Volumen auch von einer Person auf eine andere übertragen lässt. Jedoch können sich die beiden nicht ewig verstecken und sind gezwungen, das Land zu bereisen, während ihnen immer wieder Gesandte der Familie nach dem Leben trachten. Da Chifusa jedoch eine außerordentlich gute Kämpferin ist, kann sie die meisten Duelle direkt gewinnen, was aber auch ein Problem ist. Sie versucht nämlich, ihre Gegner nicht zu töten, sodass ihr im Endeffekt oft nur über bleibt, die Moral des Gegners zu schwächen. Als Resultat erwischt sie dabei immer wieder die Brüste ihrer Verfolgerinnen, was sich allmählich zu einem echten Problem entwickelt, da die Brüste von Chifusa immer größer werden und sie in ihrer Beweglichkeit einschränken. Ebenso fallen sie immer mehr auf, da sie in den Ortschaften und Städten bewundert und verehrt wird, was ihr aber überhaupt nicht gefällt, zumal nicht einmal die Frauen mehr Rücksicht nehmen und ihre lesbische Seite zeigen, was auch Kaede mit einschließt.
Als Segen und Fluch zugleich wird nach ersten Misserfolgen Ōka Sayama (狭山 桜花, Sayama Ōka) auf Chifusa angesetzt. Sie ist sehr kaltherzig und hegt einen Groll gegen jede Frau mit großen Brüsten, da sie selbst keine hat und entsprechend neidisch ist. Insbesondere besitzt sie einen starken Hass auf Chifusa, da sie ihre Brüste und die Fähigkeit, sie jemals wieder wachsen zu lassen, im Training mit Chifusa verlor. In einer ersten Auseinandersetzung ist Chifusa ihr stark unterlegen und verliert einen Teil ihrer Oberweite, bevor sie sich gerade noch zurückziehen kann. Ōka beherrscht nämlich auch die Technik der Manyū, kann sie aber nicht für sich selbst einsetzen.
So befinden sich Chifusa und Kaede weiterhin auf der Flucht und erleben dabei verschiedenste Absurditäten. Sei es, dass ihnen der Herrscher Hatomune Mie (三重 鳩宗, Mie Hatomune) nachstellt, der sich an Wettbewerben ergötzt, die natürlich auf Brüste fixiert werden, Männer, die stattdessen lieber flache Brüste bevorzugen, Frauen, die unter ihrer Oberweite leiden, Kinder, die Frauen überfallen, da sie die Wärme der Brüste ihrer Mutter vermissen oder Konkurrentinnen, die überheblich mit ihrer Oberweite protzen.

## Manga
Der Manga Manyū Hiken-chō wird von dem japanischen Künstler Hideki Yamada geschrieben und gezeichnet. Die Veröffentlichung der einzelnen Kapitel erfolgt seit September 2005 im monatlichen Abstand innerhalb des von Enterbrain herausgegebenen und auf Manga spezialisierten Magazin Tech Gian. 2012 endete die Serie. Die einzelnen Kapitel wurden später zu Tankōbon-Ausgaben zusammengefasst, wovon die erste am 24. März 2007 unter dem Imprint Techgian Style erschien. Dieser folgten sieben weitere Ausgaben.
- Bd. 1: ISBN 978-4-7577-3487-6, 24. März 2007
- Bd. 2: ISBN 978-4-7577-4005-1, 25. Februar 2008
- Bd. 3: ISBN 978-4-7577-4496-7, 25. Oktober 2008
- Bd. 4: ISBN 978-4-04-726098-6, 24. Oktober 2009
- Bd. 5: ISBN 978-4-04-726565-3, 24. Mai 2010
- Bd. 6: ISBN 978-4-04-727379-5, 25. Juni 2011

## Adaptionen

### Hörspiel
Am 16. Oktober 2010 veröffentlichte Chara-Ani ein auf dem Manga basierendes Hörspiel. Die Besetzung der Rollen durch die Sprecher unterscheidet sich jedoch von der des Animes (siehe Synchronisation).

### Anime
Aufbauend auf der Handlung des Mangas entstand die gleichnamige Anime-Fernsehserie Manyū Hiken-chō. Animiert wurde die Serie von Hoods Entertainment unter der Regie von Hiraku Kaneko. Die Komposition des Animes übernahm Seishi Minakami, das Charakterdesign wurde von Jun Takagi auf Grundlage des Mangas herausgearbeitet und Shigemi Ikeda von Atelier Musa übernahm die künstlerische Leitung. Jun Takagi war zugleich auch der Leiter der Animation. Als Produzenten traten Akira Matsui, Hiroaki Ōki und Yoshiyuki Ito in Erscheinung.
Erstmals angekündigt wurde die Serie in der Mai 2011 Ausgabe von Tech Gian, dem Magazin, in dem der Manga veröffentlicht wird. Die Ausstrahlung begann in der Nacht des 11. Juli 2011 (und damit am vorherigen Fernsehtag) auf TV Kanagawa. In den darauf folgenden Tagen begann ebenfalls die Übertragung auf den Sendern Tokyo MX, Chiba TV, KBS Kyōto, Sun Television und AT-X. Während AT-X nur einige Szenen mit künstlichen Nebel und Licht zensierte, war die Übertragung auf den anderen Sendern sehr stark zensiert. So war stellenweise nichts mehr auf den Bildern zu erkennen oder es wurden alternative Szenen gezeigt. Eine ungeschnittene, nicht zensierte Fassung wurde derweil als so genannter ‚Directors Cut‘ über den Streaming-Anbieter ShowTime angeboten, wo die Übertragung am 22. Juli begann.
Der Beginn der Veröffentlichung auf DVD und Blu-ray ist für den 4. Oktober 2011 geplant. Die erste Ausgabe soll zusätzlich die OVA Binyū Tanren-hō • Nyū-Togi und die Bildgeschichte Kaede no ‘Chifusa-sama Oppai Seichō Kiroku’ enthalten.

#### Musik
Die die Serie begleitende Musik entstand in einer Kooperation mit Lantis und wurde Miyu Nakamura komponiert und arrangiert. Der Vorspann war mit dem Titel Unmei (運命, dt. „Schicksal“) und der Abspann mit dem Titel Futatsu no Ashiato (二つの足跡, dt. „zwei Fußabdrücke“) unterlegt, die beide von AiRI interpretiert wurden.

#### Synchronisation
| Rolle          | japanischer Sprecher (Seiyū) | japanischer Sprecher (Seiyū) |
| Rolle          | Hörspiel                     | Anime                        |
| -------------- | ---------------------------- | ---------------------------- |
| Chifusa Manyū  | Eri Kitamura                 | Minako Kotobuki              |
| Kaede          | Ryō Hirohashi                | Aki Toyosaki                 |
| Kagefusa Manyū | Yumi Tōma                    | Kaoru Mizuhara               |
| Kokage         |                              | Misato Fukuen                |
| Ōka Sayama     |                              | Mamiko Noto                  |
| Munenori Manyū | Hidekatsu Shibata            | Atsushi Ono                  |
| Kyoka Manyū    |                              | Ayahi Takagaki               |
| Hatomune Mie   | Chō                          | Tōru Ōkawa                   |